# Climat de Saône-et-Loire

Carte détaillée du département de Saône-et-Loire.

Le climat de Saône-et-Loire est tempéré à légère tendance continentale.

## Climat à Mâcon
Le climat à Mâcon est océanique tempéré à tendance continentale : les précipitations sont régulières tout au long de l'année avec une hausse de celles-ci durant le printemps et l'automne ; durant l'été les précipitations sont peu fréquentes mais sous forme d'orages parfois violents engendrant d'importants cumuls de pluie. Le climat mâconnais est caractérisé par des hivers froids et humides principalement dus aux bancs de brouillard et au froid continental, et des étés chauds et secs liés à l'influence méridionale (vent du midi).
Le Mâconnais se situe juste en dessous de la zone dite de « rupture climatique » entre le nord, l'ouest et le sud. Les monts du Sud Mâconnais sont marqués par cette croisée des climats (océanique, continental et méditerranéen) et bénéficient d'une faune et flore remarquable (plantes méditerranéennes et insectes résistant à une latitude élevée).
| Mois                              | jan. | fév. | mars | avril | mai  | juin | jui. | août | sep. | oct. | nov. | déc. | année |
| --------------------------------- | ---- | ---- | ---- | ----- | ---- | ---- | ---- | ---- | ---- | ---- | ---- | ---- | ----- |
| Température minimale moyenne (°C) | −0,6 | 0,7  | 2,5  | 5,2   | 8,9  | 12,3 | 12,4 | 13,9 | 11,1 | 7,5  | 2,9  | 0,1  | 6,6   |
| Température moyenne (°C)          | 2,1  | 4    | 6,8  | 10    | 13,9 | 17,5 | 20,1 | 19,4 | 16,4 | 11,7 | 6    | 2,7  | 10,9  |
| Température maximale moyenne (°C) | 4,9  | 7,3  | 11,1 | 14,8  | 18,9 | 22,8 | 25,7 | 24,9 | 21,7 | 15,9 | 9,1  | 5,3  | 15,2  |
| Précipitations (mm)               | 66,3 | 60,9 | 58,7 | 69,4  | 85,9 | 74,7 | 58,1 | 77,1 | 75,7 | 71,7 | 72,7 | 70,4 | 841,4 |

La station Météo-France pour Mâcon se situe sur l'aérodrome de Mâcon - Charnay ouverte le 1er février 1943,.
| Mois                                  | jan.             | fév.             | mars             | avril           | mai             | juin            | jui.            | août            | sep.            | oct.            | nov.            | déc.             | année            |
| ------------------------------------- | ---------------- | ---------------- | ---------------- | --------------- | --------------- | --------------- | --------------- | --------------- | --------------- | --------------- | --------------- | ---------------- | ---------------- |
| Température minimale moyenne (°C)     | 0                | 0,6              | 3,4              | 5,9             | 10,1            | 13,4            | 15,5            | 14,9            | 11,5            | 8,3             | 3,6             | 1                | 7,4              |
| Température moyenne (°C)              | 2,8              | 4,1              | 7,9              | 10,8            | 15,1            | 18,7            | 21,1            | 20,6            | 16,7            | 12,4            | 6,8             | 3,6              | 11,8             |
| Température maximale moyenne (°C)     | 5,5              | 7,6              | 12,3             | 15,7            | 20,1            | 23,9            | 26,6            | 26,2            | 21,9            | 16,5            | 9,9             | 6,1              | 16,1             |
| Record de froid (°C) date du record   | −21,2 24-01-1963 | −21,4 15-02-1956 | −10,2 01-03-2005 | −4,1 08-04-2003 | −1,8 04-05-1967 | 3,7 04-06-1953  | 5,9 08-07-1954  | 5,8 30-08-1986  | 1 29-09-1950    | −4,8 31-10-1997 | −8,7 27-11-1989 | −16,2 30-12-2005 | −21,4 15-02-1956 |
| Record de chaleur (°C) date du record | 17,8 10-01-2015  | 20,3 27-02-1960  | 24,5 21-03-1990  | 29,8 18-04-1949 | 32,8 25-05-2009 | 37,2 22-06-2003 | 39,2 04-07-2015 | 39,8 13-08-2003 | 35,2 05-09-1949 | 28,4 04-10-1985 | 23,1 07-11-1955 | 19,3 16-12-1989  | 39,8 13-08-2003  |
| Ensoleillement (h)                    | 61,9             | 91,5             | 154,9            | 182             | 212,9           | 245,3           | 267,7           | 242,4           | 185,6           | 116,9           | 70,3            | 50,5             | 1 881,9          |
| Précipitations (mm)                   | 59               | 52,5             | 48,7             | 74,6            | 88,1            | 75,5            | 70,9            | 71,7            | 79,5            | 85,5            | 83,8            | 69,5             | 859,3            |

| Diagramme climatique                                  |            |             |             |              |              |              |              |              |             |            |          |
| J                                                     | F          | M           | A           | M            | J            | J            | A            | S            | O           | N          | D        |
| 5,5059                                                | 7,60,652,5 | 12,33,448,7 | 15,75,974,6 | 20,110,188,1 | 23,913,475,5 | 26,615,570,9 | 26,214,971,7 | 21,911,579,5 | 16,58,385,5 | 9,93,683,8 | 6,1169,5 |
| Moyennes : • Temp. maxi et mini °C • Précipitation mm |            |             |             |              |              |              |              |              |             |            |          |

## Climat à Autun
Le climat de la ville d'Autun est caractérisé par des influences méridionales plus marquées que dans le reste du Morvan, notamment du fait de l'altitude inférieure à quatre cents mètres. La pluviométrie est modérée (inférieure à 900 mm/an sur trente ans).

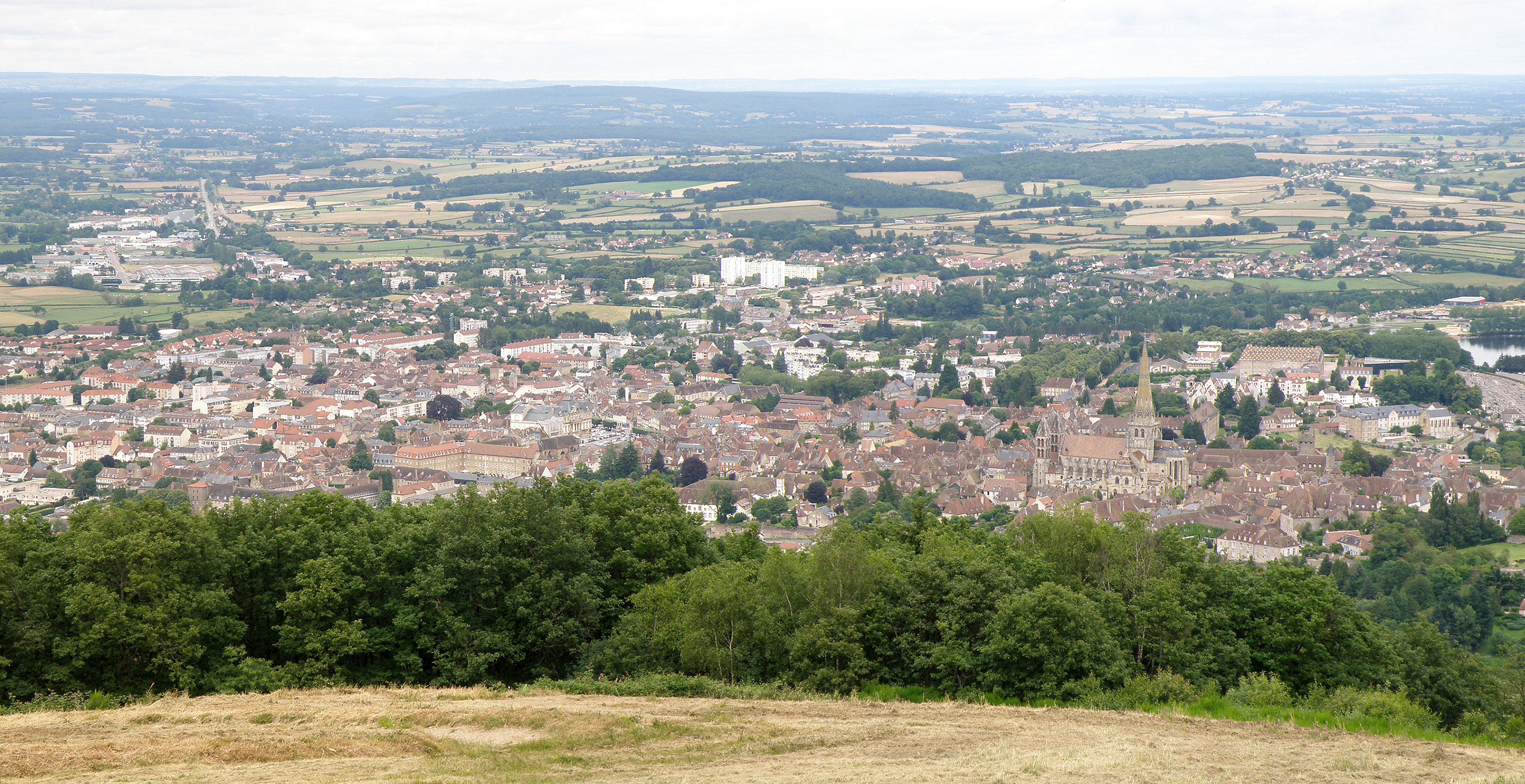
Panorama sur la ville d'Autun.

## Climat à Chalon-sur-Saône
Chalon-sur-Saône est sous un climat tempéré à tendance continentale, avec des amplitudes thermiques assez importantes, des étés chauds et des hivers froids. Les précipitations sont assez hétérogènes sur l'année, le mois de mai étant le plus pluvieux de l'année. Le vent qui souffle une partie de l'année est la bise.
| Mois                              | jan. | fév. | mars  | avril | mai  | juin  | jui.  | août  | sep.  | oct.  | nov. | déc. | année   |
| --------------------------------- | ---- | ---- | ----- | ----- | ---- | ----- | ----- | ----- | ----- | ----- | ---- | ---- | ------- |
| Température minimale moyenne (°C) | −0,8 | −0,4 | 2,4   | 4,9   | 9,1  | 12,3  | 14,5  | 14,3  | 10,9  | 7,4   | 2,8  | 0,3  | 6,5     |
| Température moyenne (°C)          | 2    | 3,3  | 7,1   | 10,1  | 14,3 | 17,8  | 20,3  | 19,9  | 16    | 11,6  | 6    | 2,9  | 10,9    |
| Température maximale moyenne (°C) | 4,8  | 7    | 11,8  | 15,2  | 19,5 | 23,2  | 26,1  | 25,6  | 21,2  | 15,7  | 9,2  | 5,6  | 15,4    |
| Ensoleillement (h)                | 60,3 | 92,6 | 148,5 | 181,3 | 207  | 237,8 | 260,1 | 236,7 | 184,1 | 118,8 | 71,6 | 54   | 1 852,8 |
| Précipitations (mm)               | 58   | 43,8 | 48,3  | 58,2  | 86,6 | 68    | 66    | 59,7  | 64,5  | 70,9  | 72,9 | 62,9 | 759,8   |

| Mois                              | jan. | fév. | mars  | avril | mai   | juin  | jui. | août  | sep.  | oct. | nov. | déc. | année   |
| --------------------------------- | ---- | ---- | ----- | ----- | ----- | ----- | ---- | ----- | ----- | ---- | ---- | ---- | ------- |
| Température minimale moyenne (°C) | 0,2  | 0,8  | 3,5   | 6     | 10,2  | 13,5  | 15,6 | 14,9  | 11,5  | 8,4  | 3,8  | 1,3  | 7,5     |
| Température moyenne (°C)          | 2,8  | 4,2  | 8     | 10,9  | 15,2  | 18,7  | 21,1 | 20,6  | 16,7  | 12,5 | 6,8  | 3,7  | 11,8    |
| Température maximale moyenne (°C) | 5,5  | 7,6  | 12,4  | 15,8  | 20,2  | 24    | 26,7 | 26,2  | 21,9  | 16,5 | 9,9  | 6,1  | 16,1    |
| Ensoleillement (h)                | 63,9 | 94,4 | 158,5 | 185,3 | 203,9 | 261,1 | 261  | 229,6 | 193,9 | 130  | 75,2 | 51,4 | 1 908,2 |
| Précipitations (mm)               | 57,7 | 50,9 | 47,6  | 74    | 87    | 74,8  | 66,3 | 69,7  | 79    | 83,1 | 82,8 | 68,7 | 841,6   |

## Climat à Charolles
Climat tempéré à légère tendance continentale. Les tableaux climatiques sont ceux de Mâcon et Roanne, car Charolles est située entre ces deux villes.

## Climat à Louhans
Le climat de la Bresse louhannaise est de type semi-continental, avec des hivers assez froids, des étés plutôt chauds et des précipitations tombant majoritairement en été.

### Températures minimales et maximales enregistrées en 2013, 2014 et 2017
- 2013

| Mois                              | jan. | fév. | mars | avril | mai  | juin | jui. | août | sep. | oct. | nov. | déc. |
| --------------------------------- | ---- | ---- | ---- | ----- | ---- | ---- | ---- | ---- | ---- | ---- | ---- | ---- |
| Température minimale moyenne (°C) | −0,1 | −2,7 | 2,2  | 6,6   | 8    | 12,5 | 16,4 | 14,5 | 12,5 | 10,7 | 2,7  | 0,9  |
| Température maximale moyenne (°C) | 5    | 3,2  | 9,4  | 14,8  | 15,8 | 22,6 | 27,4 | 25,2 | 21   | 17,6 | 7,6  | 7,5  |

- 2014

| Mois                              | jan. | fév. | mars | avril | mai  | juin | jui. | août | sep. | oct. | nov. | déc. |
| --------------------------------- | ---- | ---- | ---- | ----- | ---- | ---- | ---- | ---- | ---- | ---- | ---- | ---- |
| Température minimale moyenne (°C) | 4,1  | 3,9  | 4,5  | 7,7   | 9,3  | 13,9 | 15,2 | 13,7 | 12,7 | 10,4 | 7,3  | 2,4  |
| Température maximale moyenne (°C) | 9,3  | 10,2 | 14,6 | 17,6  | 19,3 | 25,3 | 22,7 | 22,4 | 22,7 | 18,6 | 13,1 | 6,4  |

- 2017

| Mois                              | jan. | fév. | mars | avril | mai  | juin | jui. | août | sep. | oct. | nov. | déc. |
| --------------------------------- | ---- | ---- | ---- | ----- | ---- | ---- | ---- | ---- | ---- | ---- | ---- | ---- |
| Température minimale moyenne (°C) | −3,6 | 3,9  | 6,1  | 4,8   | 11,3 | 16   | 16,6 | 16,5 | 10,5 | 9,1  | 3,4  | 1,3  |
| Température maximale moyenne (°C) | 2    | 11,3 | 15   | 16,2  | 21,1 | 26,3 | 26,2 | 27,3 | 20,4 | 17,5 | 8,8  | 6,1  |